# Dionýsie

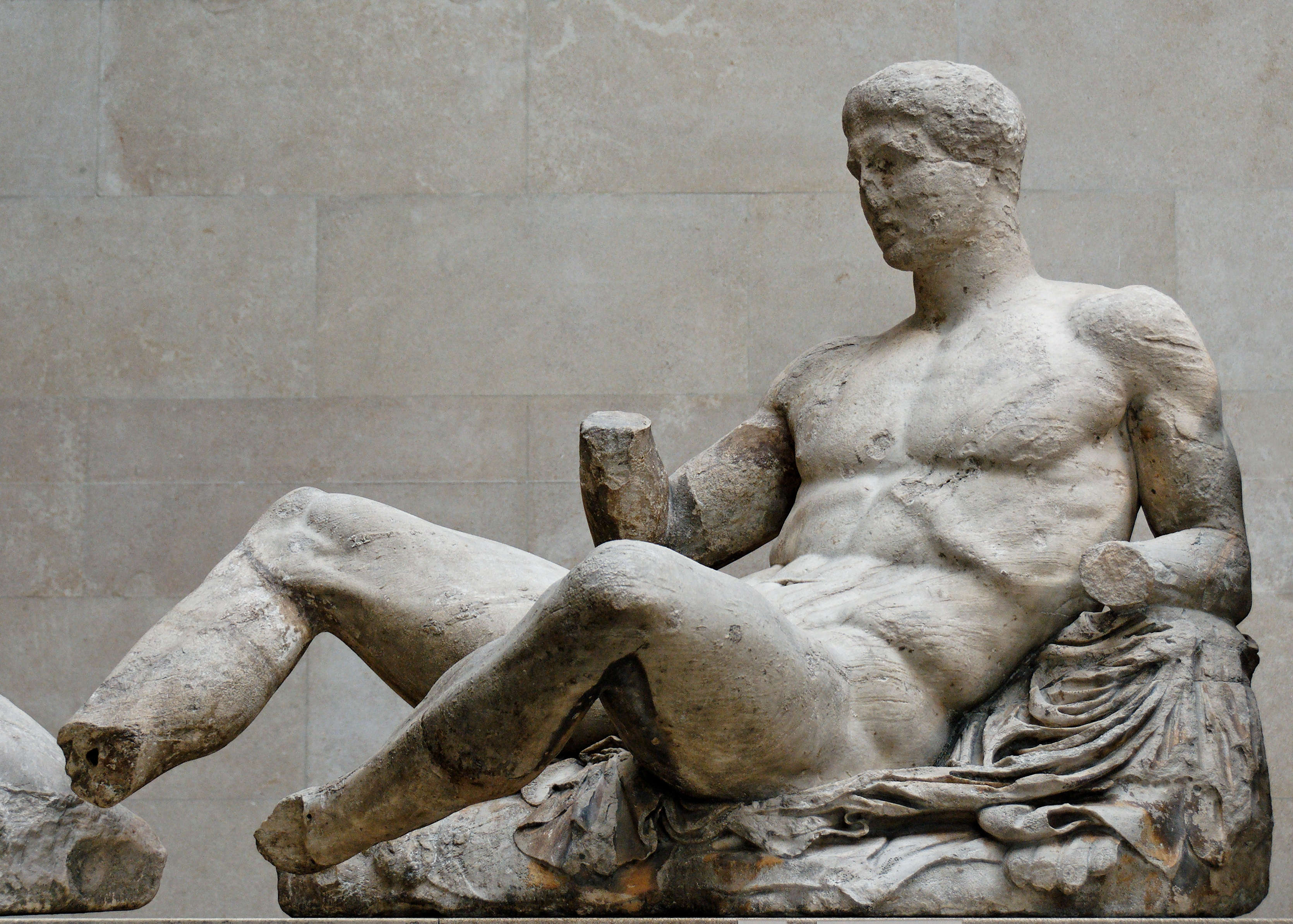
Mramorová socha Dionýsa ze štítu athénského Parthenónu, 447 – 433 př. n. l.

Dionýsie byly starověké řecké náboženské slavnosti na počest boha vína, ročních období a mystérií, Dionýsa. Účast na Dionýsiích byla občanskou povinností. Koncem března se v Aténách konaly takzvané Velké Dionýsie, které trvaly šest dní. Na jejich začátku nesl slavnostní průvod sochu Dionýsa z jeho chrámu do divadla za bouřlivého veselí. V poslední den končily představením zpěváků oděných v kozích kůžích provázených tanečníky (viz satyrové). Tyto dithyramby sehrály rozhodující úlohu při zrodu řecké tragédie a komedie.
Malé Dionýsie se konaly na attickém venkově na přelomu prosince a ledna na oslavu vinobraní a zimního slunovratu.